# 엘렉트라 (1962년 영화)
엘렉트라(Ilektra, Electra)는 그리스에서 제작된 마이클 카코야니스 감독의 1962년 드라마 영화이다. 이렌느 파파스 등이 주연으로 출연하였다.

## 내용
고대 그리스 비극의 대표적인 걸작의 하나인 에우리피데스의 <엘렉트라>를 영화화한 것이다. 아버지 아가멤논 왕(王)은 왕비인 어머니와 그녀의 정부(情夫)에 의하여 살해되고, 공주 엘렉트라(파파스)는 이름도 없는 농사꾼의 아내가 되었으나 하루도 복수를 잊은 적이 없다. 어느날 그녀에게 동생 오레스테스가 찾아온다. 그리고 동생은 복수의 군사를 일으켜 어머니의 정부를 죽인다. 그러나 엘렉트라의 마음은 그것만으로도 풀리지가 않는다. 그녀는 어머니(카체리)를 불러내어, 싫어하는 동생에게 억지로 죽이게 한다. 그리고 두 사람은 하느님의 노여움을 두려워하여 스스로 추방의 길을 떠난다.

## 감상
그리스영화의 존재를 처음으로 세계에 과시한 걸작이다. 무엇보다도 격조높고 정정당당한 연기가 훌륭하다. 바위만이 울퉁불퉁 솟은 거친 풍토감이나 미키스 테오드라키스에 의한 현묘(玄妙)한 그리스 음악과 잘 어울려서, 간결하고도 고도의 긴박한 조형미를 나타내고 있다. 고전(古典)의 강직한 스타일이 바로 그 본고장에서 더욱 모범적인 표현을 얻었다고 할 수 있을 것이다.

## 출연

### 주연
- 이렌느 파파스
- 지아니스 페르티스
- 알레카 캇셀리